# Brahmina
Brahmina är ett släkte av skalbaggar. Brahmina ingår i familjen Melolonthidae.

## Dottertaxa tillBrahmina, i alfabetisk ordning[1]
- Brahmina abdominalis
- Brahmina abscessa
- Brahmina adaequata
- Brahmina agnella
- Brahmina amurensis
- Brahmina assamensis
- Brahmina bengalensis
- Brahmina bituberculata
- Brahmina braeti
- Brahmina brevipilosa
- Brahmina brunneosparsa
- Brahmina burmanica
- Brahmina buruensis
- Brahmina callosifrons
- Brahmina canaliculata
- Brahmina cardoni
- Brahmina cariniclypeata
- Brahmina carinifrons
- Brahmina ciliaticollis
- Brahmina comata
- Brahmina cotesi
- Brahmina crenicollis
- Brahmina cribriceps
- Brahmina cribricollis
- Brahmina cribripennis
- Brahmina crinicollis
- Brahmina cuprea
- Brahmina cylindrica
- Brahmina darcisi
- Brahmina dilaticollis
- Brahmina donckieri
- Brahmina dubitabilis
- Brahmina duchoni
- Brahmina elongata
- Brahmina excisiceps
- Brahmina faldermanni
- Brahmina flabellata
- Brahmina flavipennis
- Brahmina foveata
- Brahmina gebleri
- Brahmina glabellus
- Brahmina glabrithoracica
- Brahmina golovjankoi
- Brahmina himalayica
- Brahmina hindu
- Brahmina itohi
- Brahmina jubata
- Brahmina kabakovi
- Brahmina kabulicus
- Brahmina kandaharicus
- Brahmina kuluensis
- Brahmina kurseongana
- Brahmina latericostata
- Brahmina latispina
- Brahmina longiceps
- Brahmina lutea
- Brahmina macrophylla
- Brahmina malaccensis
- Brahmina microphylla
- Brahmina moluccana
- Brahmina monticola
- Brahmina moseri
- Brahmina mysoreensis
- Brahmina nasulata
- Brahmina nomurai
- Brahmina nuda
- Brahmina nuristanicus
- Brahmina pakistanus
- Brahmina parvula
- Brahmina perakensis
- Brahmina persicola
- Brahmina phytaloides
- Brahmina pilifera
- Brahmina pilifrons
- Brahmina plagiatula
- Brahmina potanini
- Brahmina primaeveris
- Brahmina pseudobrunneosparsa
- Brahmina pseudoglabella
- Brahmina pubescens
- Brahmina pubiventris
- Brahmina pulchella
- Brahmina pumila
- Brahmina pusilla
- Brahmina quasibrunneosparsa
- Brahmina reichenspergeri
- Brahmina rosettae
- Brahmina rubetra
- Brahmina ruficollis
- Brahmina rugifrons
- Brahmina rugosicollis
- Brahmina rugulosa
- Brahmina ruida
- Brahmina sakishimana
- Brahmina sculpticollis
- Brahmina sedakovi
- Brahmina senescens
- Brahmina serricollis
- Brahmina setosa
- Brahmina shibatai
- Brahmina shillongensis
- Brahmina siamensis
- Brahmina simlana
- Brahmina simplex
- Brahmina sophropoides
- Brahmina soror
- Brahmina subsericea
- Brahmina sulcifrons
- Brahmina sumatrensis
- Brahmina taitungensis
- Brahmina tavoyensis
- Brahmina thoracica
- Brahmina tibetana
- Brahmina tonkinensis
- Brahmina tuberculifrons
- Brahmina turcestana
- Brahmina vartiani
- Brahmina verticalis
- Brahmina wutaiensis
- Brahmina yunnana